# Przełom antypozytywistyczny
Przełom antypozytywistyczny – ruch intelektualny, powstały na przełomie XIX i XX wieku w Europie. Dotyczył wszystkich nauk humanistycznych, np. teorii literatury, socjologii, historii itp. Przełom antypozytywistyczny rozpoczęli przedstawiciele nauk ścisłych. Przejawiał się on w zakwestionowaniu metodologii badań nauk pozytywistycznych oraz zachwianiu pewności z owych nauk wyrosłych. 
Pozytywistyczna nauka o literaturze opierała się na przekonaniu, że poznanie może pretendować do miana naukowego, zaś zakres wiedzy obejmował jedynie to, co jest dane faktycznie i nie badał kwestii związanych z bytami pozornymi. W czasie pozytywizmu podstawową dziedziną w literaturoznawstwie była historia literatury. Badano najczęściej pojedyncze dzieła, a ewentualna analiza grupy dzieł zmierzać miała do sformułowania praw ogólnych, które rządziłyby literaturą. Antypozytywiści sprzeciwiali się genetycznemu charakterowi owych badań, w odróżnieniu od pozytywistów uważali, że odtworzenie przyczyn i źródeł powstania utworu nie jest konieczne w jego analizie. Krytykowali również psychologizm w badaniach literackich, często stosowany przez pozytywistów, uważających dzieło za zapis biografii autora. Przeciwko pozytywizmowi wystąpili myśliciele związani z prądami umysłowymi takimi jak: neoidealizm, fenomenologia, estetyzm. Koncepcje antypozytywistów takich jak Wilhelm Dilthey, czy Henri Bergson przyczyniły się do przełamania barier między dziedzinami wiedzy. Kwestia ta charakterystyczna jest dla prac postmodernistycznych, gdzie literatura często badana jest przy użyciu narzędzi filozoficznych lub antropologicznych.